# Sáhpanlágurivier
De Sáhpanlágurivier (Zweeds: Sáhpanlágujohka) is een bergrivier die stroomt in de Zweedse  gemeente Kiruna. De rivier krijgt haar water van de berghellingen en het meer Sáhpanlágujávri (circa 10 hectare). Ze stroomt naar het zuiden en levert na ongeveer 10 kilometer haar water in bij de Kårverivier.
Afwatering: Sáhpanlágurivier → Kårverivier → Tavvarivier → Lainiorivier → Torne → Botnische Golf